# Essex Regiment

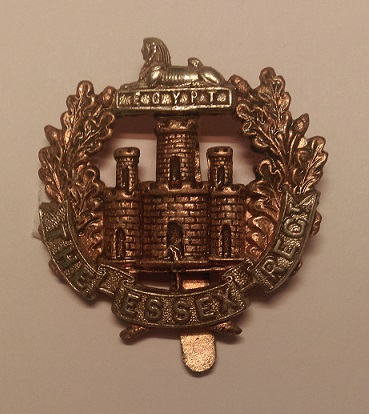
Badge du Régiment de l’Essex.

L'Essex Regiment (« Régiment de l'Essex ») est un régiment d'infanterie de l'armée de terre britannique actif entre 1881 et 1958.
En 1958, il fusionne avec le Bedfordshire and Hertfordshire Regiment (en) pour former le 3rd East Anglian Regiment (en) qui deviendra lui-même le Royal Anglian Regiment (en).